# Fatehabad
Fatehabad là một thành phố và là nơi đặt ủy ban đô thị (municipal committee) của quận Fatehabad thuộc bang Haryana, Ấn Độ.

## Địa lý
Fatehabad có vị trí 29°31′B 75°27′Đ / 29,52°B 75,45°Đ Nó có độ cao trung bình là 208 mét (682 feet).

## Nhân khẩu
Theo điều tra dân số năm 2001 của Ấn Độ, Fatehabad có dân số 59.863 người. Phái nam chiếm 53% tổng số dân và phái nữ chiếm 47%. Fatehabad có tỷ lệ 66% biết đọc biết viết, cao hơn tỷ lệ trung bình toàn quốc là 59,5%: tỷ lệ cho phái nam là 71%, và tỷ lệ cho phái nữ là 60%. Tại Fatehabad, 14% dân số nhỏ hơn 6 tuổi.